# フウライチョウチョウウオ
フウライチョウチョウウオ（風来蝶々魚、学名:Chaetodon vagabundus）は、スズキ目チョウチョウウオ科に分類される魚類の一種。種小名は「放浪」を意味し、本種の行動に由来している。和名は風来坊のことで、種小名にちなんでいる。沖縄ではカーサーと呼ばれるが、本種だけでなくチョウチョウウオ科全般を指す。

## 形態

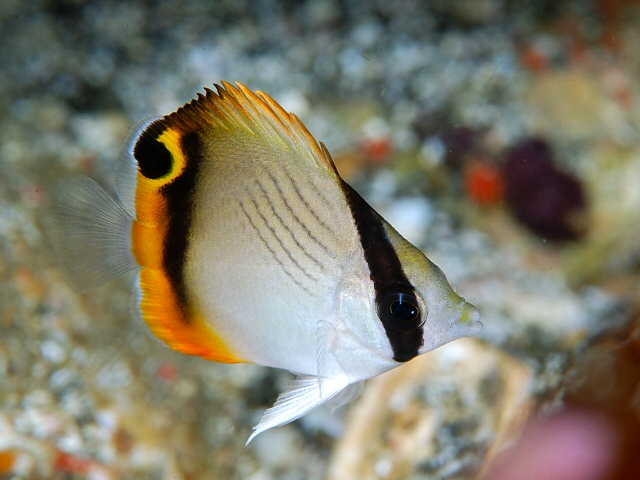
幼魚

- 体長約20cm。チョウチョウウオ科のなかでは大型。
- 模様は、白地に直交する黒線、目を通る太い黒帯、背びれから尾にかけて黄色い。（幼魚までは背びれから尾の付け根までがオレンジで直交する黒線も少ない。背びれ後方上部には黒点。尾は透明である。）
- 背びれ後方には臀鰭に向かって黒帯がある。
- 成魚は、尾には真ん中を通る太い横黒帯がある。

よく似た種

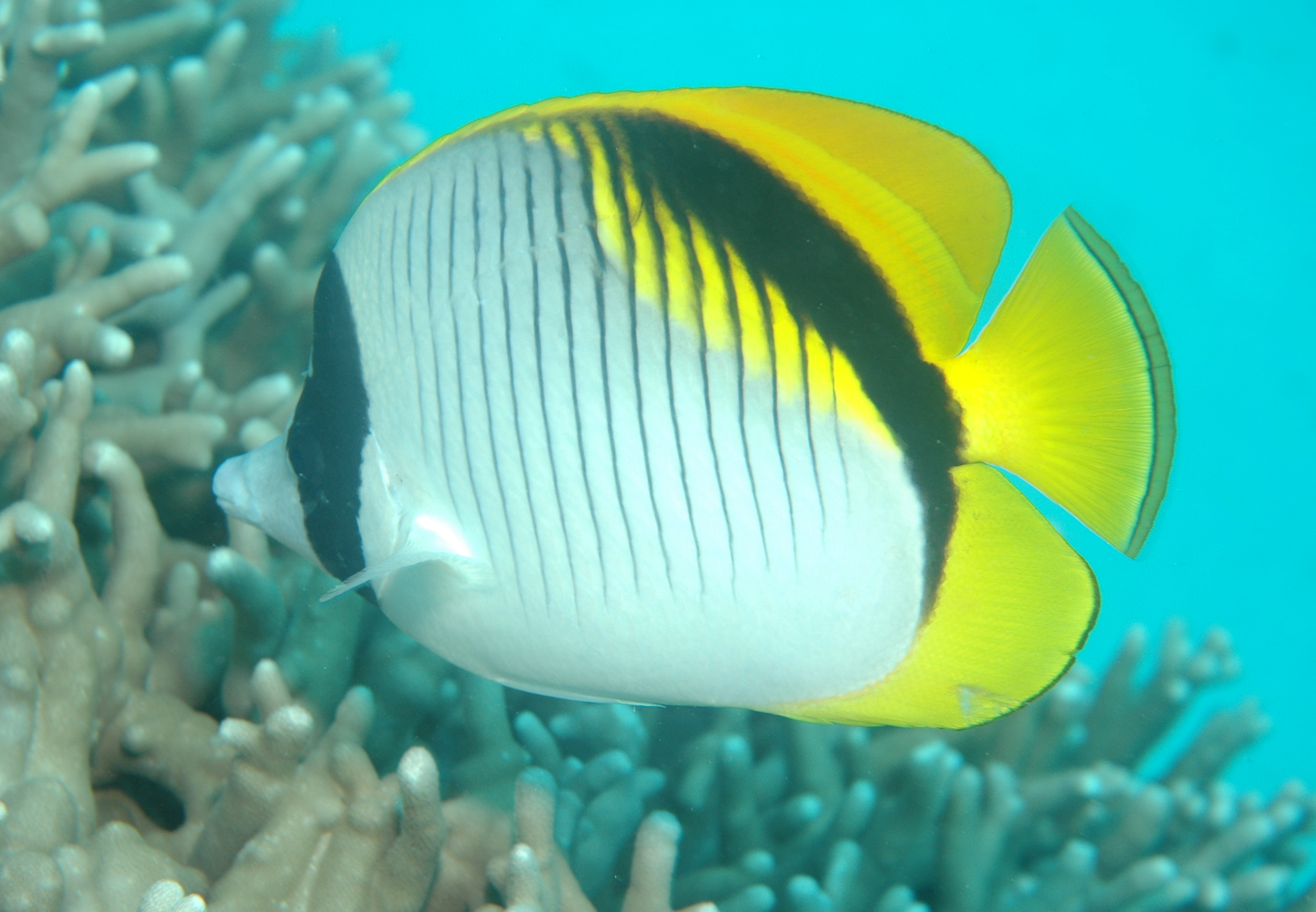
ニセフウライチョウチョウウオ

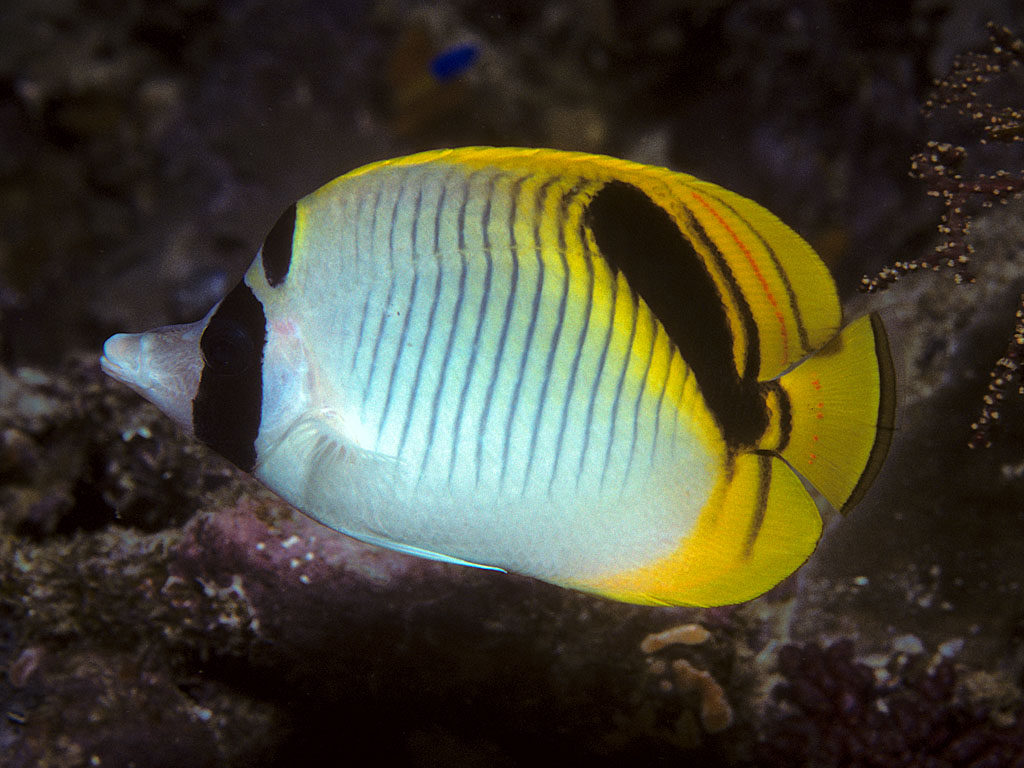
ヒメフウライチョウチョウウオ

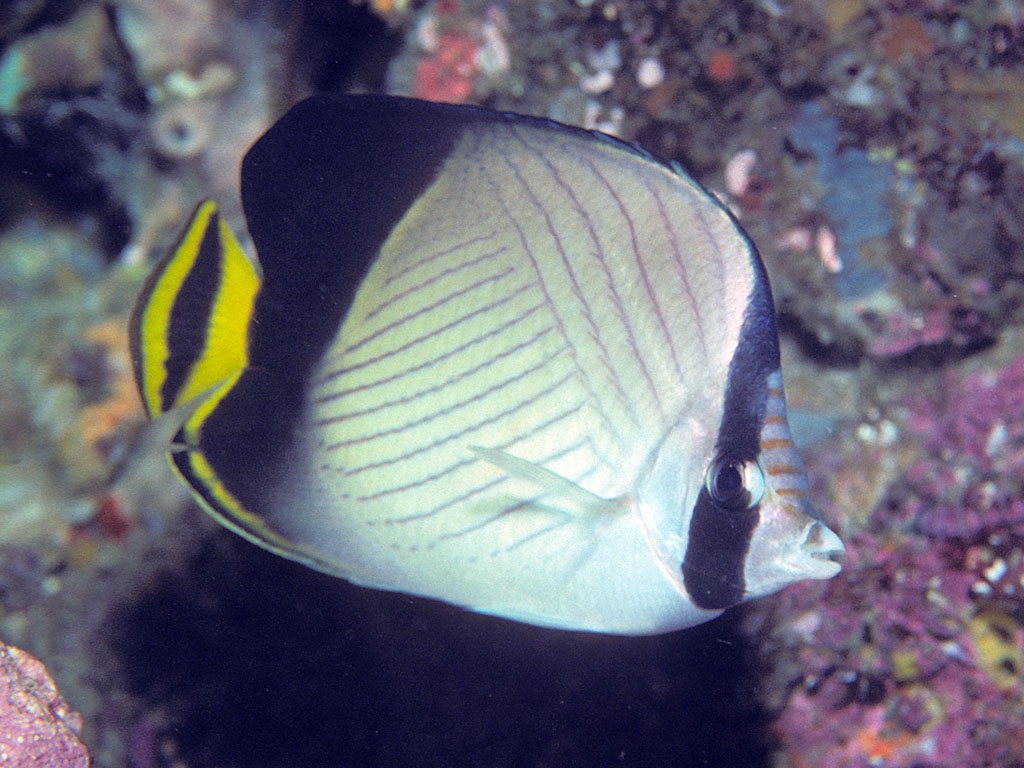
インディアンバガボンドバタフライフィッシュ

似ている種でニセフウライチョウチョウウオ・ヒメフウライチョウチョウウオ・トゲチョウチョウウオ・インディアンバガボンドバタフライフィッシュがいる。
見分け方は、本種は背びれから尾にかけての黄色い部分の面積が小さいこと、背びれ後方が糸状に伸びないこと、背びれ後方が黒点ではなく黒帯状となっていること（ここまでは、幼魚でも見分け方は同じ）、成魚は尾の真ん中を通る横帯、1本の黒帯がある。以上の特徴があれば本種である。
ニセフウライはまず、体がより大型で体形も丸い。体側の黒色線が横に並んでいるので一目で解かる。また、こちらのほうがカラフルである。
ヒメフウライはどちらかというと、ニセフウライチョウのほうに似ている。体形も模様の入り方もニセフウライチョウにそっくりである。ただ、違いは目をとおる黒帯が途中で途切れている。
体側の模様が非常に似ているのがトゲチョウである。実際、本種と一緒にいることが多いので、見分けがつかない場合もあるが、よく見ると黄色い所の面積が広い場合はトゲチョウ、狭い場合が本種である。
インディアンバガボンドバタフライフィッシュは和名インドフウライチョウチョウウオのことで、フウライチョウでは黄色の部分がこの種では黒い。尻びれと尾の付け根が黄色である。見分け方としては、フウライチョウの黒いカラーパターンと覚えると良い。またこの種はインド洋に分布する。

## 生態
雑食で、藻類、サンゴのポリプ、甲殻類などを食べる。他種といることが多い。
幼魚は、死滅回遊魚（無効分散）として有名。本州で見られるのはほとんどが幼魚である。1月になるにつれ、見られなくなり、夏になるとまた黒潮に乗って本州沿岸でみられる。本州ではおおきくても5cm以内の個体で、成長するにつれ、深いところに移動する。磯溜まりや堤防などにトゲチョウといっしょにいることが多い。自家採集の定番種でもある。危険を感じても、サンゴや岩の下などに逃げ込むより、泳ぎ去ることが多い。
サンゴ礁を中心に、その周辺の転石帯や砂底、ガレ場、岩礁域、漁港などで見られる。生息域がかなり広いので、沖縄では普通種であり、どこにでもいる。場所に餌付けされているところでは、よくトゲチョウに混じって群れに入っているが気が強くたいていは単独かペアでいる。（ペアでも寄り添って泳ぐことはなく、離れることもある。）

## 分布
紅海、西部太平洋

## 人とのかかわり
本種は古くから観賞魚として有名である。安価でチョウチョウウオ科の中では丈夫なため、アケボノチョウ、トゲチョウ、ミゾレチョウと並び、チョウチョウウオ科の中では飼育は易しい。しかし、気が強く複数で飼育する場合本種はボス的な存在になりかねない。組合わせは、同じタイプの丈夫な種に限る。（チョウハン、イッテンチョウチョウウオなどやポリプ食の種は一緒に飼うと勢いに負けて餌を食べなくなる。）
毎年、夏になると本州の太平洋側の沿岸や関東近郊の伊豆や房総にやってくる本種を自家採集家やダイバーを、楽しませる。比較的シンプルな色彩だが、チョウチョウウオの仲間のためか人気はある。採集では、「ナミチョウチョウウオ」に次いで多く取れる。
たまに、釣りで極小バリにアミエビをつけて垂らすと釣れるが、沖縄の人はほとんど食べないので、釣れても捨てられるかリリースされている。